# 山県市高富中央公民館
山県市高富中央公民館（やまがたしたかとみちゅうおうこうみんかん）は、岐阜県山県市にある公民館。

## 概要
- 山県郡高富町の高富町総合福祉センター（中央公民館、老人福祉センター、母子健康センターの複合施設）として1974年（昭和49年）8月31日開館[1]。2003年（平成15年）の山県市が発足時に高富町総合福祉センターから山県市高富中央公民館に改称。同時に母子健康センターは廃止となり、老人福祉センターは高富老人福祉センターに改称し、山県市高富中央公民館の併設となる。

## 施設
- 市民ホール
- 大会議室
- 会議室（1-3）
- 学習室(1-5)
- 調理室
- 山県市高富中央公民館図書室（山県市図書館分室）
- 高富老人福祉センター　※併設

## 利用案内
- 住所：岐阜県山県市佐賀588番地2
- 利用時間：9：00～17：00
- 休館日：月曜日、年末年始（12月29日～1月3日）

## 交通アクセス
- 市街地巡回線西ルート「高富中央公民館」バス停より徒歩すぐ
- ハーバス大桑線「高富北町」バス停より徒歩約8分
- 岐阜バス「高富北町」バス停より徒歩約8分
  - 岐阜駅（JR岐阜駅バスターミナル）・名鉄岐阜駅（名鉄岐阜のりば）より岐阜高富線【N75】「山県市役所」、【N80】「山県バスターミナル」行き、岐阜板取線【N83】「ほらどキウイプラザ」行き、岐北線【N85】「谷合」、【N86】「塩後」行き

## 周辺施設
- 山県市高富体育館　※隣接
- 高富郵便局
- 山県市立高富小学校
- 高富公民館　※高富中央公民館とは別の高富地区の公民館（所在地は山県市高富1275番地1）